# Novofedorivka, Djankoi
Novofedorivka (în ucraineană Новофедорівка) este un sat în comuna Stalne din raionul Djankoi, Republica Autonomă Crimeea, Ucraina.

## Demografie
Componența lingvistică a localității Novofedorivka
     Tătară crimeeană (59,13%)
     Rusă (36,96%)
     Ucraineană (3,04%)
     Alte limbi (0,87%)
Conform recensământului din 2001, majoritatea populației localității Novofedorivka era vorbitoare de tătară crimeeană (59,13%), existând în minoritate și vorbitori de rusă (36,96%) și ucraineană (3,04%).